# Johannes Bolongaro Crevenna
Johannes Bolongaro Crevenna (* 3. April 1807 in Amsterdam; † 16. Oktober 1871 in Würzburg) war Kaufmann und Fabrikant.

## Leben

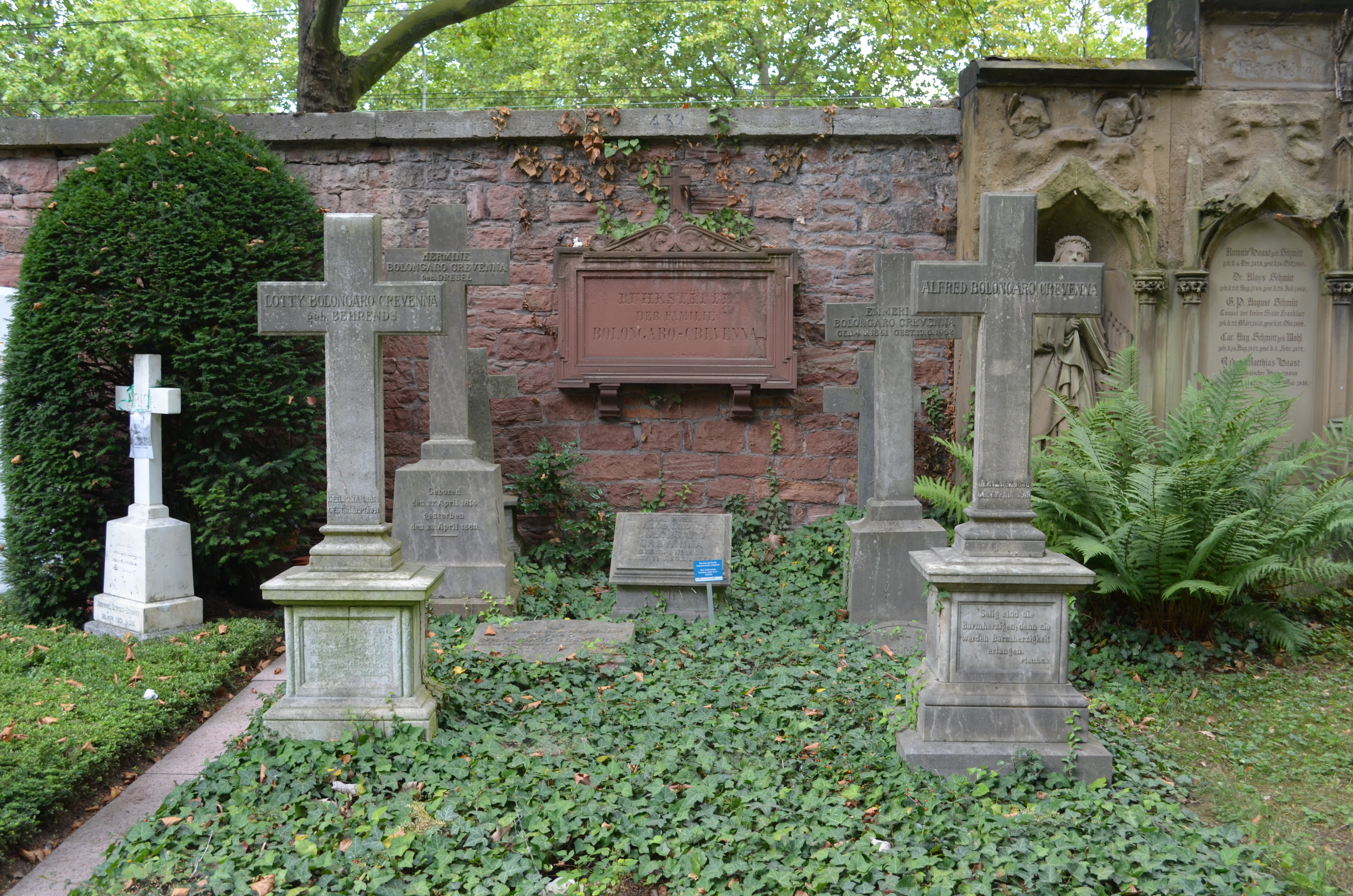
Familiengrab Bolongaro-Crevenna

Bolongaro Crevenna stammte aus der angesehenen Frankfurter Kaufmannsfamilie Bolongaro. Er war Besitzer einer großen Zigarrenfabrik in der heutigen Semmelstraße in Würzburg. Die Tabakfabrik wurde 1810 aus steuerlichen Gründen als Filiale der Firma „Gebrüder Bolongaro-Crevenna“ gegründet, die ihren Sitz im Goldenen Engel in Frankfurt hatte. Geführt wurde die Würzburger Firma zunächst von Jaques Philipp Bolongaro Crevenna. Sie wurde Ende des 19. Jahrhunderts selbständig.
Johannes Bolongaro Crevenna war ein großer Förderer des „Vereins zur Beförderung des Kreisblinden-Instituts“. Er vermachte als zu seinen Lebzeiten ungenannter Wohltäter der Stiftung ein Kapital von 10000 Gulden mit der Bestimmung, dass von den Zinsen eine Anzahl Pfründner mit vollständiger Verpflegung, Kost und Kleidung zu versorgen seien, die im Institut erzogen und unterrichtet worden sind, die aber mit Rücksicht auf ihre Familien- und sonstigen Verhältnisse nicht wieder in die Heimat zurückgeschickt werden könnten. Erst nach dem Tode wurde der Name von Johannes Bolongaro Crevenna als Stifter bekannt.
Der Stadtmagistrat ernannte ihn am 18. April 1856 unter Zustimmung der Gemeindebevollmächtigten zum Ehrenbürger der Stadt Würzburg. Nach ihm wurde in Würzburg eine Straße, die von der Annastraße zur Siligmüllerstraße führt, benannt.
Er war verheiratet mit Maria Sauer, der Schwester von Amalie Sauer (1821–1900), der Ehefrau des Generalmajors Heinrich Bronzetti.